# Franz Ledermann
Franz Anton Ledermann (* 16. Oktober 1889 in Hirschberg, Landkreis Hirschberg im Riesengebirge, Provinz Schlesien; † 18. November 1943 im KZ Auschwitz-Birkenau) war ein deutscher Rechtsanwalt und Opfer des Holocaust.

## Leben

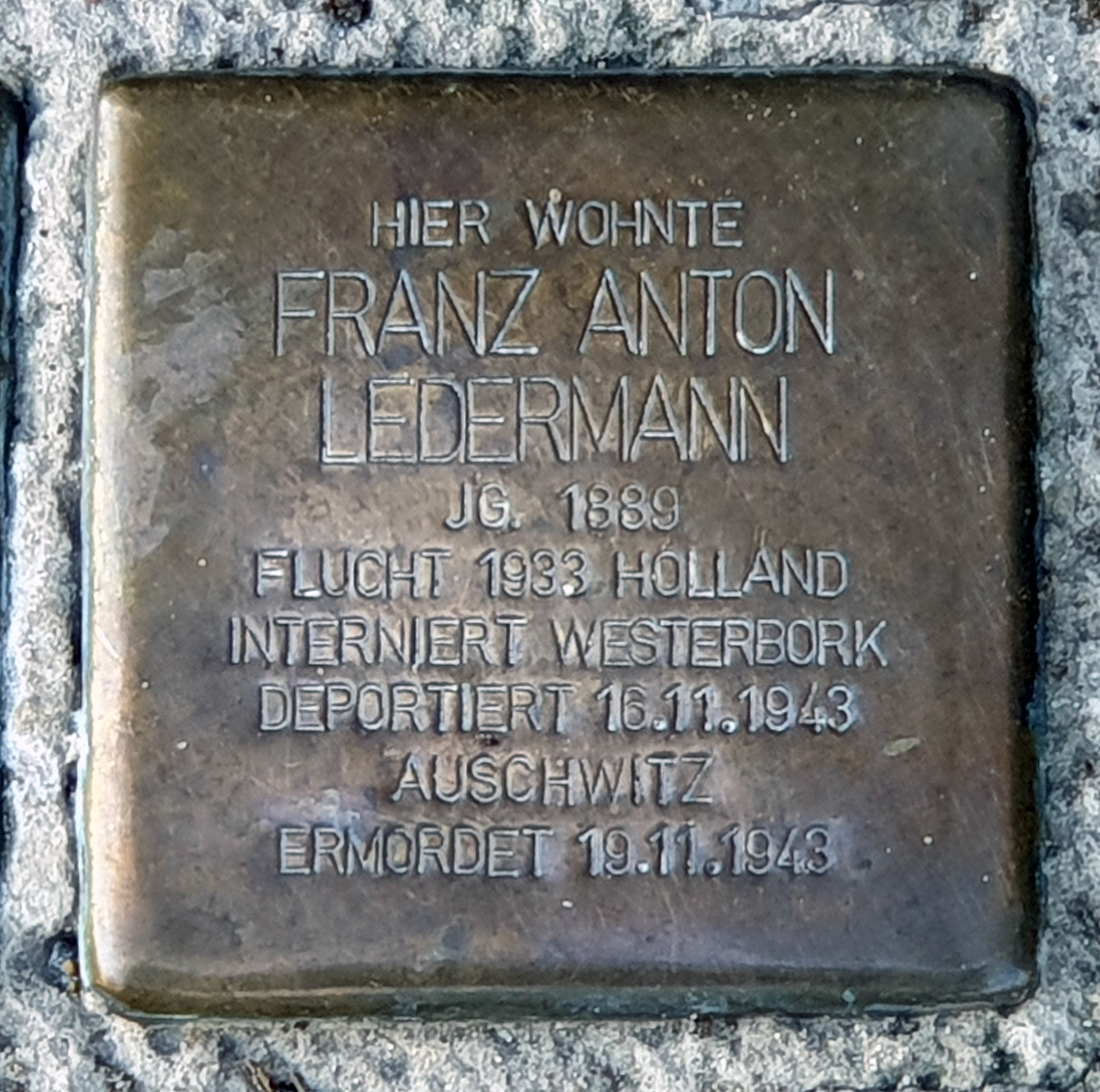
Stolperstein am Haus, Genthiner Straße 14, in Berlin-Tiergarten

Franz Ledermann wurde 1889 in der Stadt Hirschberg geboren, wo er auch aufwuchs. Der Sohn jüdischer Eltern studierte Rechtswissenschaften an der Universität Breslau und wurde an der Universität Genf promoviert. Im Alter von 35 Jahren heiratete er Ilse Luise Ledermann-Citroen, Tochter einer jüdischen Familie aus Berlin. Das Ehepaar ließ sich in Berlin nieder, wo Franz Ledermann eine erfolgreiche Anwaltskanzlei betrieb. Das Paar bekam zwei Kinder namens Barbara (* 1925) und Sanne (1928–1943). Nach der nationalsozialistischen Machtergreifung verlor Franz Ledermann durch das Gesetz über die Zulassung zur Rechtsanwaltschaft zahlreiche Mandanten. Als jüdischer Anwalt durfte er nur noch Juden vertreten und musste schließlich seine Kanzlei schließen. Er emigrierte mit seiner Frau und seinen zwei Kindern nach Amsterdam, wo Verwandte seiner Frau lebten. Im Mai 1940 gerieten die Niederlande unter deutsche Besatzung. Am 20. Juni 1943 wurde die Familie in das Durchgangslager Westerbork deportiert und am 16. November 1943 in das KZ Auschwitz-Birkenau. Dort wurden Franz Ledermann, seine Frau Ilse und seine Tochter Sanne am 19. November 1943 nach der Ankunft in der Gaskammer ermordet. Nur seine Tochter Barbara Ledermann überlebte.

## Autorschaft von „Auf Wiedersehen bei der Fermate“
Franz Anton Ledermann war Amateurmusiker (Bratscher) und hat am 9. Mai 1924 im Berliner Tageblatt den Text „Auf Wiedersehen bei der Fermate. Zur Naturgeschichte des Dilettantenquartetts“ veröffentlicht, in dem auf humoristische Weise die typologischen Charaktereigenschaften von Streichquartettmusikern geschildert werden. Der Text wurde in das 1936 erstmals erschienene und seitdem immer wieder neu aufgelegte Buch Das stillvergnügte Streichquartett von Bruno Aulich und Ernst Heimeran aufgenommen, zunächst ohne Angabe des Autors (die „klassisch-humorvolle Schilderung“ habe „in Abschriften bei Musikliebhabern“ zirkuliert, „aber niemand wußte, von wem sie stammt“), aber „seit der 7. Auflage“ kenne man den Autor, von dem man damals ebenfalls wußte: „Ledermann ist Jurist, zählt heute 46 Jahre und spielt Bratsche“ (Ledermann hatte zu diesem Zeitpunkt allerdings schon seine Anwaltskanzlei aufgeben und emigrieren müssen). Ab der ersten Nachkriegsauflage gibt es den zusätzlichen (falschen) Satz:  „Er wurde mit den Seinen in Holland von der SS ermordet, wie wir nachträglich schaudernd erfahren“. Die Autoren Aulich und Heimeran merkten an, diesem Text und seinem „Ton“ viel zu verdanken, so dass ihr Buch auch „Variationen über ein Thema von Ledermann“ hätte heißen können.

## Ehrungen
Am 8. September 2022 wurden vor seinem ehemaligen Wohnort, Berlin-Tiergarten, Genthiner Straße 14, Stolpersteine für ihn und seine Familie verlegt.